# Saison 1969-1970 de snooker
Navigation
1968-1969 1970-1971
La saison 1969-1970 de snooker est la 2e saison de snooker. Elle comprend 5 tournois professionnels organisés entre juillet 1969 et avril 1970.

## Nouveautés
- Un 4e tournoi fait son apparition : le  championnat d’Australasie qui se tient à Auckland le 1er octobre 1969.

## Calendrier
| Dates (mois-jour) | Dates (mois-jour) | Tournoi                   | Lieu       | Site                            | Vainqueur      | Finaliste      | Score | Références |
| 07–01             | 07–23             | Championnat d'Australie   | Sydney     | Junior Rugby League Club        | Warren Simpson | Eddie Charlton | 8-3   | [ 1 ]      |
| 07–21             | 07–23             | Tournoi de Chester        | Chester    | Upton-By-Chester British Legion | Jackie Rea     | John Spencer   | 4-3   |            |
| 10–??             | 10–??             | Championnat d'Australasie | Auckland   |                                 | Eddie Charlton | Warren Simpson | 11–6  |            |
| 01–??             | 01–??             | Pot Black                 | Birmingham | Studios Pebble Mill             | John Spencer   | Ray Reardon    | 1–0   | ,          |
| 04–06             | 04–11             | Championnat du monde      | Londres    | Victoria Hall                   | Ray Reardon    | John Pulman    | 37–33 | ,          |